# Lucija Stupica
Lucija Stupica, född 19 maj 1971, är en slovensk poet och författare. De slovenska landskapen finns ofta med i hennes dikter. Lucija Stupica är kulturskribent och arkitekt till yrket vilket också brukar spegla av sig i hennes poesi. Hon skriver även artiklar om arkitektur och design.  
Efter fem diktsamlingar har Stupica blivit en av Sloveniens mest uppmärksammade poeter. Såväl diktsamlingen Ön, staden och de andra (2008), delvis skriven på Gotland, som hennes näst senaste diktsamling Flyktpunkter (2019, svensk översättning år 2021) nominerades till priset för årets bästa diktsamling, det s.k. Veronika-priset.
Stupica har också blivit känd internationellt och hennes poesi finns översatt till ett flertal språk, däribland engelska, tyska, italienska, kroatiska, nederländska och serbiska. På svenska finns sedan tidigare volymen När avtrycken vaknar, som består av ett urval ur hennes dittills utgivna diktsamlingar: Cello i solen, Vindfångare och Ön, staden och de andra.  
Hösten 2023 utkom diktsamlingen Flyktpunkter i spansk översättning och året därpå i engelsk översättning under titeln Vanishing Points (Arc Publications).
Lucija Stupica är även verksam som översättare från svenska och engelska och har blanda annat översatt den amerikanske poeten Mark Strand till slovenska (tillsammans med Andrej Peric) samt ett antal svenska romaner, däribland Detaljerna av Ia Genberg, Natten av Sara Gordan, Eufori av Elin Cullhed och Slutet av Mats Strandberg.

## Utmärkelser
- 2001: pris för bästa debutbok på den sjuttonde slovenska bokmässan för Čelo na soncu
- 2002: Zlata ptica (Golden Bird), pris för bästa konstnärliga prestation
- 2010: Hubert Burda Preis (för ung litteratur från Östeuropa)